# Atrachea
Atrachea é um gênero de traça pertencente à família Arctiidae.